# ليبرالية مضمنة

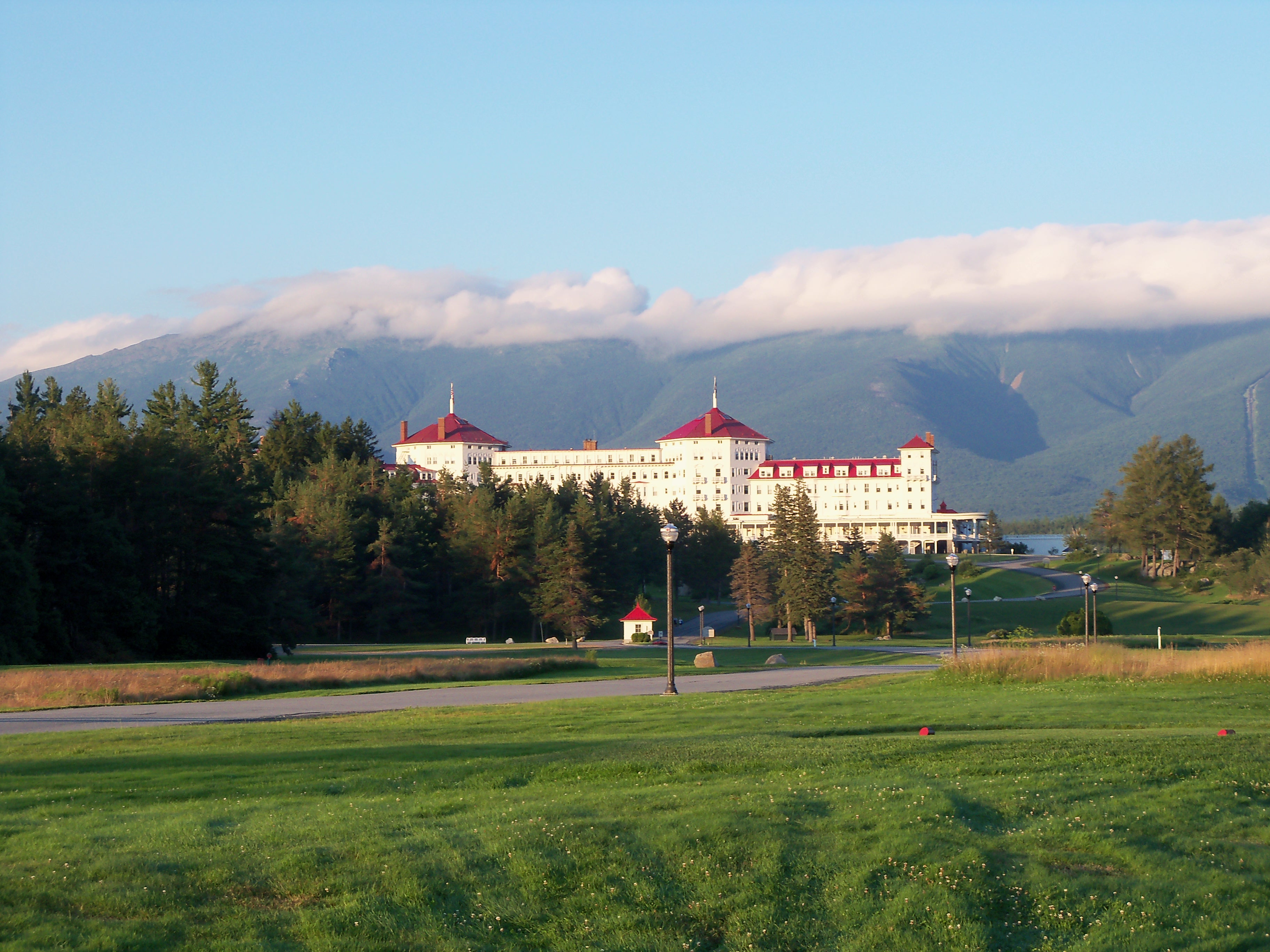

الليبرالية المضمَّنة مصطلح يشير إلى النظام الاقتصادي العالمي والتوجه السياسي المرتبط به، الذي كان قائمًا منذ نهاية الحرب العالمية الثانية حتى سبعينيات القرن العشرين. أُقيم هذا النظام لدعم خليط من التجارة الحرة مع احتفاظ الحكومة بحرية تعزيز رفاه مواطنيها وتقنين أنظمتها الاقتصادية لتقليل البطالة. كان عالم السياسة الأمريكي جون روغي أول من استعمل هذا المصطلح عام 1982.
يصف جمهور العلماء الليبرالية المضمنة بأنها حل وسط بين هدفين مرغوبين ولكن متضادّين جزئيًّا. أول هدف هو إحياء التجارة الحرة. قبل الحرب العالمية الأولى، شكلت التجارة العالمية جزءًا كبيرًا من الناتج الإنتاج المحلي حول العالم، ولكن النظام الليبرالي الكلاسيكي الذي كانت تقوم عليه أضرّته الحرب والكساد الكبير في ثلاثينيات القرن العشرين. والهدف الثاني كان السماح للحكومات الوطنية بحرية تقديم برامج الرفاه الكريمة والتدخل في أنظمتها الاقتصادية للحفاظ على العمالة التامّة. اعتُبر هذا الهدف الثاني منافرًا للعودة التامة إلى نظام السوق الحرة الذي كان موجودًا في أواخر القرن التاسع عشر، والسبب الأساسي في هذا هو أن سوق رأس المال العالمية إذا كانت حرة، استطاع المستثمرون بسهولة أن يسحبوا أموالهم من البلاد التي تحاول تطبيق سياسات تدخلية وتوزيعية.
تجسّدت التسوية الناتجة في نظام بريتون وودز، الذي أُطلق في نهاية الحرب العالمية الثانية. كان النظام ليبراليًّا من جهة أنه يهدف إلى إنشاء نظام مفتوح للتجارة العالمية للبضائع والخدمات، وأراد تسهيل هذا بتقديم معدلات مقايضة شبه ثابتة. ولكن هذا النظام هدف أيضًا إلى تضمين قوى السوق في إطار تستطيع فيه الحكومات الوطنية تقنينه، وتستطيع التحكم بتدفق الدخل الدولي من خلال قوانين نقل رؤوس الأموال. أُنشئت مؤسسات عالمية متعددة الأطراف لدعم هذا الإطار الجديد، منها البنك الدولي وصندوق النقد الدولي.
عندما صكّ روغي مصطلح الليبرالية المضمنة، كان يبني على عمل سابقه كارل بولانيي، الذي بيّن مفهوم انفصال الأسواق عن المجتمع في القرن التاسع عشر. مضى بولانيي قدمًا ليقترح أن تكون إعادة تضمين الأسواق وظيفة مركزية للحكّام في النظام العالمي بعد الحرب، وبدأ العمل بهذه الفكرة بالعموم نتيجةً لمؤتمر بريتون وودز. في خمسينيات القرن العشرين وستينياته، ازدهر الاقتصاد العالمي تحت الليبرالية المضمنة، وكان نموه أسرع من ذي قبل، ولكن النظام تدهور في السبعينيات.

## الأنظمة السابقة

### الأسواق المضمنة: كل الفترات حتى 1834
يقول كارل بولانيي إنه قبل صعود الليبرالية في القرن التاسع عشر، كانت الأسواق إذا وجدت، تكون دائمًا مضمنة في المجتمع، خاضعة لأحكام سياسية واجتماعية ودينية متعددة. تنوعت أشكال هذه الأحكام تنوعًا واسعًا، فقد كانت الأعمال في الهند مثلًا تحدد حسب الطبقة، لا حسب قوى السوق، على مدى قرون. وفي العصور الوسطى، كانت الأسواق في أوروبا مقننة تقنينًا كبيرًا، وكانت مدن كثيرة لا تسمح بفتح الأسواق الكبيرة إلا مرة أو مرتين كل عام.
رفض بولانيي قول آدم سميث أن الإنسان الطبيعي «المقايضة والشحن والمبادلة»، وقال إن الأثروبولوجي والتاريخ الاقتصادي يظهران أن الأسواق قبل القرن التاسع عشر لم يكن لها إلا دور هامشي في الاقتصاد، وكانت أهم الأساليب الاقتصادي التي تحكم توزيع الموارد هي المقايضة (الإهداء المتبادل) والتوزيع المركزي، والاكتفاء الذاتي (البيوت المكتفية بنفسها). مع إقرار بولانيي بأن المجتمع الأوروبي بدأ يتطور نحو الرأسمالية المعاصرة منذ القرن الرابع عشر، لا سيما بعد الثمرة المجيدة وبدء الثورة الصناعية، فإنه يدّعي أن الأسواق الحرة حقًّا لم تكن ممكنة إلا بعد عام 1834. وصف بولانيي انفصال الأسواق هذا من المجتمعات «خروجًا مفردًا» عن أي شيء حدث في التاريخ الإنساني من قبل. قبل القرن التاسع عشر، كانت التجارة العالمية منخفضة جدا بالقياس إلى الناتج المحلي الإجمالي العالمي.

### الليبرالية الكلاسيكية: الأسواق المنفصلة، 1834 إلى ثلاثينيات القرن العشرين
يقول بولانيي إن من أهم الأحداث التي جرت في بريطانيا الكبرى (أول اقتصادات العالم في ذلك الوقت) عام 1834 ومكنت تشكيل الأسواق الحرة هو إلغاء الإغاثة العامة، التي تلت تسلّم الطبقة الوسطى الحكمَ عام 1832. مع عجز الفقراء العاطلين عن الحصول على أي مساعدة مالية إلا بالعمل في دور العمل، ومع صيرورة دور العمل أشدّ قمعًا مما كانت قبل، مال العاطلون عن العمل إلى بذل كل جهد ليحصلوا على عمل، وهو ما أسس سوقًا حرّة للعمل. يقر بولانيي بأن السوق الحرة في القرن التاسع عشر جاءت بتطور مادي غير مسبوق. ولكنه يدعي من جهة أخرى أنها سببت مصاعب ضخمة لقطاعات واسعة من الناس، والمفارقة أن الزيادة العامة السريعة في الثراء كانت مصحوبة بزيادة سريعة في عدد الفقراء. إلى حدٍّ أو آخر، كانت هذه الظاهرة موجودة في أوروبا وبريطانيا الكبرى في فجر الثورة الزراعية، وتزايدت مع الثورة الصناعية في أواسط القرن الثامن عشر، ولكنها أصبحت أشدّ في 1834.
في بريطانيا وأوروبا، نشأت حركات العمّال وأشكال أخرى للمقاومة من فورها، ولكنها لم تستطع أن تؤثر على السياسات العامة حتى ثمانينيات القرن التاسع عشر. في بريطانيا، مع أن عشرات الآلاف ماتوا من الجوع أو أجبروا على العمل في دور العمل أو الدعارة، كان الاضطراب المجتمع منخفضًا نسبيًّا لأنه بالعموم كانت الطبقة الوسطى تستفيد بسرعة من تزايد الثراء. كان هذا جزئيًّا بفضل تبني بريطانيا المبكر للسوق الحرة وقيادتها للثورة الصناعية. أما في أوروبا القارّية، اشتعلت الاضطرابات الاجتماعية في احتجاجات 1848، التي أصدر بعدها كارل ماركس وفردريك إنغلز بيانهما الشيوعي، ولكن لم يكن له أثر مباشر كبير. بالنسبة لمعظم الناس، من عام 1834 إلى سبعينيات القرن التاسع عشر، تمتعت فكرة السوق الحرة بصعود لا منازع له في بريطانيا الكبرى، وكان أثره يتوسع خارجها. في عام 1848، نشر اللورد ماكولاي كتابه تاريخ إنكلترا. ومع أن نظر ماكولاي تركز على النظر في القرن السابع عشر، فإنه توقع الانتصار المستمر لليبرالية السوق الحرة.
بحلول العقد التاسع من القرن التاسع عشر، كانت قد فُرضت قوانين حمائية متنوعة على السوق، أدت إلى تحذير هربرت سبنسر من القوة الصاعدة للاشتراكية، وقد كان سبنسر ربما أبرز مؤيد لليبرالية الاقتصادية. في أواخر القرن التاسع عشر ومطلع القرن العشرين، تعرضت علاقات العمال ومؤيدي السوق الحرة من تراجع بسبب هجومات فكرية وأخلاقية من جهة شبكة من الإصلاحيين التقدميين. من هذع المجموعات الفابيانيون، وهم أفراد مثل كيير هاردي والبابا ليو الثالث عشر برسالته العامة ريروم نوفاروم، ومنهم قادة وطنيون مثل أوتو فون بيسمارك وديفيد ليويد جورج، اللذين كانا من السباقين إلى الدعوة إلى دولة الرفاه. في الولايات المتحدة، سمّيت هذه الفترة الحقبة التقدمية. حدثت أشياء أخرى في هذه الفترة ليس لها ارتباط حتمي بالحركة التقدمية، ولكنها معارضة للسوق الحرة، منها رفع دول عدة للتعاريف الجمركية التجارية رفعًا كبيرًا، وكانت الولايات المتحدة من هذه الدول. بالمقابل، لم يزل فكر السوق الحرة في الأكاديميا والاقتصاد العالمي صاعدًا حتى ثلاثينيات القرن العشرين. ومع أن نظام معيارية الذهب تعطّل في الحرب العالمية الأولى، فإن الممولين العالميين نجحوا نجاحًا كبيرًا في إعادة تأسيسه في عشرينيات القرن العشرين. ولم تقرر بريطانيا ترك نظام الذهب إلا بعد أزمة عام 1931، ثم تبعتها الولايات المتحدة عام 1933. مع حلول أواسط العقد الرابع من القرن العشرين، انهار نظام الاقتصاد الحر العالمي، وحلّ محلّ نظام التجارة المتكامل القديم عدد من الكتل الاقتصادية المغلقة. كذلك تقوّض فكر السوق الحرة في علم الاقتصاد السائد في العقد نفسه، مع نجاح الصفقة الجديدة والثورة الكينزية. بعد فترة الانتقال والحرب العالمية الثانية، أصبحت الليبرالية المضمنة النظام الاقتصادي السائد.